# 詹
詹（せん）は漢姓の一つ。『百家姓』の254番目の姓である。2020年の中華人民共和国の統計では人数順の上位100姓に入っていないが、台湾の2018年の統計では37番目に多い姓で、137,167人がいる。
中国の第二次漢字簡化方案では同音の「占」に書き換えることを推進したため、同方案が廃除された後も「占」のままで定着した人がいる。河北省などで僅かに見られる戦姓も同系か。

## 著名な人物
- 詹天佑 - 中国初の鉄道技術者。
- 詹子賢 - 台湾の野球選手。
- 詹智堯 - 台湾の野球選手。
- 詹詠然 - 台湾・台北市出身の女子プロテニス選手